# DC Towers
Le DC Towers sono due grattacieli di Vienna, in Austria.

## Descrizione
Situate a poca distanza dalla riva sinistra del Danubio nel nuovo quartiere direzionale viennese denominato Donau City, ospiteranno uffici, alberghi, ristoranti e abitazioni private. Il primo edificio (DC Tower 1) è stato inaugurato il 26 febbraio 2014 e misura in altezza 220 m (250 metri con l'antenna posta alla sommità), mentre il secondo (168 m di altezza) è ancora in progetto. È il secondo edificio più alto del Paese (il primo è la Donauturm con 252 m di altezza).
Le DC Towers sono state progettate dall'architetto francese Dominique Perrault, in collaborazione con lo studio viennese Hoffmann-Janz.